# Singhala helleri
Singhala helleri är en skalbaggsart som beskrevs av Ohaus 1905. Singhala helleri ingår i släktet Singhala och familjen Rutelidae. Inga underarter finns listade i Catalogue of Life.